# Dasyopa pygmaea
Dasyopa pygmaea är en tvåvingeart som först beskrevs av Johann Wilhelm Meigen 1838.  Dasyopa pygmaea ingår i släktet Dasyopa och familjen fritflugor. Inga underarter finns listade i Catalogue of Life.